# Войцеховська Світлана Михайлівна
Світлана Михайлівна Войцеховська (12 вересня 1959, Чигирин, Черкаська область) — громадський діяч, український політик. Народний депутат України 8-го скликання. Була обрана від партії «Народний Фронт» (№ 46 у списку). Голова підкомітету з питань законодавства про статус народного депутата України Комітету Верховної Ради України з питань Регламенту та організації роботи Верховної Ради України.

## Освіта
Освіта вища. У 1983 році закінчила Київський державний педагогічний інститут ім. О. М. Горького за спеціальністю українська мова та література, отримала кваліфікацію вчитель. Закінчила Вищу партійну школу при ЦК КПУ.

## Кар'єра
Розпочала трудову діяльність у 1976 році та працювала в дитячих дошкільних закладах вихователем.
З 1998 до 2002 року обіймала різні посади в ЗАТ «Наше Радіо» до виконавчої директорки та голови правління включно.
- З 1990 року працювала заступником директора з виховної роботи в Київському педагогічному училищі № 3;
- 1990–1992 рр. —  Київський інститут політології і соціального управління, бібліотекар-методист;
- 1992–1995 рр.  — Київський університет ім. Тараса Шевченка, бібліотекар наукової бібліотеки;
- Квітень 1996 – травень 1996 рр. — Міністерство економіки України, виконувач обов'язків провідного спеціаліста підвідділу координації проєктів;
- Травень 1996 – серпень 1996 рр. —  Міністерство економіки України, головний спеціаліст зведеного відділу;
- 1996–1997 рр. — Міністерство економіки України, заступник начальника підвідділу відділу економічної стратегії;
- 1997–1998 рр. — Міністерство економіки України, помічник заступника Міністра економіки України;
- Березень 1998 – липень 1998 рр. — Міністерство економіки України, заступник начальника головного управління макроекономічного прогнозування;
- Липень 1998 – грудень 1998 рр. — Закрите акціонерне товариство «Один світ», м. Київ, керівник адміністративного відділу;
- 1998–1999 рр. — Закрите акціонерне товариство «Наше радіо», м. Київ, начальник адміністративного відділу;
- Листопад 1999 – грудень 1999 рр. — Закрите акціонерне товариство «Наше радіо», м. Київ, виконувач обов'язків менеджера персоналу;
- 1999–2000 рр. — Закрите акціонерне товариство «Наше радіо», м. Київ, директор персоналу;
- 2000–2002 рр. —Закрите акціонерне товариство «Наше радіо», м. Київ, виконавчий директор, голова правління;
- 2002–2003 рр. — Товариство з обмеженою відповідальністю «Дивосвіт», м. Київ, голова правління;
- 2003–2005 рр. — Національний банк України, начальник Управління зв'язків з громадськістю та ЗМІ;
- 2005–2006 рр. — Закрите акціонерне товариство «Астрон – Україна», м. Київ, директор з розвитку проєктів;
- 2006–2007 рр. — Міжнародний фонд сприяння інвестиціям, м. Київ, координатор програм;
- Квітень 2007 – грудень 2007 рр. — Міністерство закордонних справ України, начальник відділу помічників Міністра;
- 2007– 2009 рр. — керівниця Секретаріату голови Верховної Ради України Арсенія Яценюка.
- 2009–2014 рр. — Секретаріат Голови Верховної Ради України, радник Голови Верховної Ради України, який припинив свої повноваження;
- 2014 – листопад 2014 рр. — Апарат Прем'єр-міністра України, керівник;
- Обіймала посади Голови Наглядової Ради АТ Ощадбанк та АТ Укрексімбанк.
- 2014–2019 рр. — народний депутат України, Народний депутат України 8-го скликання.

За версією журналу «ФОКУС» у 2012, 2013, 2014 роках входила до переліку «ТОП-100 найвпливовіших жінок України». У 2014 році посіла в рейтингу 27 місце. Як зазначає видання, Світлана Войцеховська очолювала наглядові ради двох найбільших державних банків країни: «Ощадбанку» та «Укрексімбанку».

## Сім'я
Світлана Войцеховська одружена з громадянином Російської Федерації Валерієм Рясиком. До 2016 року він працював у підприємстві з іноземними інвестиціями «АМІК Україна», яке займається гуртовою торгівлею твердим, рідким і газоподібним паливом та подібними продуктами. У Світлани Войцеховської є одна дитина — син Антон. Він здобув вищу освіту в Київському національному торговельно-економічному університеті.

## Політична діяльність
Обіймала посаду керівника Секретаріату політичної партії Фронт Змін.
На позачергових виборах до Верховної Ради України у 2014 році обрана народним депутатом України від політичної партії Народний фронт.
Голова підкомітету з питань законодавства про статус народного депутата України Комітету Верховної Ради України з питань Регламенту та організації роботи Верховної Ради України.
Член Української частини міжпарламентської асамблеї України та Республіки Польща .
Член групи з міжпарламентських зв'язків із Португальською Республікою .
Член групи з міжпарламентських зв'язків з Литовською Республікою .
Член групи з міжпарламентських зв'язків з Румунією .
Член групи з міжпарламентських зв'язків з Державою Ізраїль .
Член групи з міжпарламентських зв'язків з Республікою Польща .

## Нагороди
- Кавалер ордена «За заслуги» III ступеня (23 серпня 2014).[12]
- Входила до переліку ТОП-100 найвпливовіших жінок України за версією журналу ФОКУС у 2012, 2013, 2014 роках [13], [14], [15].
- У 2017 році політик стала володаркою нагороди«Жінка року», яку їй вручила Федерація жінок за мир в усьому світі.[4]